# Léandra Olinga Andela
Pour les articles homonymes, voir Olinga.
Léandra Olinga Andela, née le 12 août 1997 à Yaoundé au Cameroun, est une joueuse internationale française de volley-ball évoluant au poste de centrale.
Joueuse professionnelle depuis 2015 et son arrivée au Évreux Volley-ball, elle mesure 1,85 m et joue pour l'équipe de France depuis 2019.
Lors de la saison 2020-2021, elle remporte le doublé championnat-coupe de France avec l'ASPTT Mulhouse.

## Biographie
Née au Cameroun en 1997 d'un père footballeur professionnel, elle arrive en France à l'âge de cinq ans. En 2013, elle rejoint l'Institut fédéral de volley-ball de Toulouse et devient la première joueuse étrangère à intégrer la structure. Elle est naturalisée française en 2019.
Elle dispute la première partie de la saison 2024-2025 avec le Pallavolo Pinerolo, club de Serie A1 italienne, qu'elle quitte fin décembre.  

## Clubs
- Évreux Volley-ball (2015–2018)
- ASPTT Mulhouse (2018–2023)
- AO Lamia 2013 (2023–déc.2023)
- Ilisiakos (jan.2024–2024)
- Pallavolo Pinerolo (2024–déc.2024)

## Palmarès

### En sélection nationale
- Challenger Cup (1) : 
  -  Vainqueur en 2023.

- Ligue européenne (1) : 
  -  Vainqueur en 2022.

- Tournoi de France (amical) : 
  - Finaliste en 2022.

- Coupe Savaria (1) (amical) : 
  - Vainqueur en 2019.

### En club
- Championnat de France (1) :
  - Vainqueur en 2021.
  - Finaliste en 2022, 2023.

- Coupe de France (1) :
  - Vainqueur en 2021.

- Supercoupe de France (2) :
  - Vainqueur en 2021, 2022.

- Championnat de France Élite :
  - Finaliste en 2016.

### Distinctions individuelles
- Meilleure centrale du Championnat de France 2022-2023.